# Tursiops australis
Tursiops australis (Афаліна південна) — вид морських ссавців роду Афаліна (Tursiops) з родини дельфінових (Delphinidae), виявлений у деяких частинах штату Вікторія, Австралія. Етимологія: лат. australis — «південний».

## Таксономія
Раніше цей ссавець вважався одним з двох визнаних видів афаліни. Деякі відмінності були відзначені, але протягом тривалого часу не було достатньо доказів, щоб класифікувати його як окремий вид. Розгляд черепів, зовнішніх характеристик і мітохондріальної ДНК як зі старих, так і нових зразків показав унікальні характеристики, які привели до його класифікації як окремого виду.

## Опис
Вид темно-блакитно-сірий поруч із спинного плавця, по серединній лінії світло-сірий, черево майже біле. Вид менший, ніж афаліна звичайна, але більший, ніж афаліна індійська, приблизно 2.27—2.78 метрів у довжину. Ніс невеликий (від 9,4 до 12 см) і присадкуватий, серпоподібний спинний плавник схожий на плавник афаліни звичайної. Голова тонша, ніж у афаліни звичайної, але ширша і коротша, ніж у афаліни індійської.  Вона досягає довжини від 47 до 51,3 см. Щелепи в середньому мають 94 зубів, 46 зубів на нижній щелепі і 48 на верхній щелепі. Зуби довгі й конічні.

## Поширення
T. australis — ендемік прибережних вод південно-східної Австралії, штатів Вікторія, Тасманія і півдня Нового Південного Уельсу.